# Franz Streber
Franz Streber (* 26. Februar 1806 in Deutenkofen; † 21. November 1864 in München) war ein deutscher Numismatiker und Archäologe, erster Professor für Archäologie an der Universität München und Leiter des Königlichen Münzkabinetts in München.

## Leben
Streber, Sohn eines Patrimonialrichters, studierte in Landshut und München Theologie und schloss 1827 mit dem Examen ab. Daneben begann er sich mit Archäologie, Kunstgeschichte und Numismatik zu befassen. 1827 begann er als Gehilfe (Amanuensis) am Königlichen Münzkabinett in München zu arbeiten, das von seinem Onkel, dem Münchener Weihbischofs und Numismatiker Franz Ignaz von Streber, geleitet wurde. Nach einem Studienaufenthalt in Wien 1829 wurde er 1830 Adjunkt des Münzkabinetts und 1831 in Erlangen promoviert. 1834 wurde er außerordentliches Mitglied der Bayerischen Akademie der Wissenschaften. 1835 ernannte ihn die Universität München zum außerordentlichen, 1840 zum ordentlichen Professor für Archäologie, Kunstgeschichte und Ästhetik. 1843/44 und 1852/53 war er Rektor der Universität. Nach dem Tod seines Onkels trat er 1841 die Stelle als Leiter (Konservator) des Münzkabinetts an, was er bis zu seinem Tode blieb.
Streber hat sich durch eine Reihe von Veröffentlichungen im Bereich der Numismatik hervorgetan. Von besonderer Bedeutung waren seine Beiträge zu den keltischen Regenbogenschüsselchen, ausgehend vom Fund von Irsching, über „Die ältesten in Salzburg geschlagenen Münzen“ (München 1855) sowie verschiedene kleinere Abhandlungen zur mittelalterlichen Münzkunde.

## Grabstätte

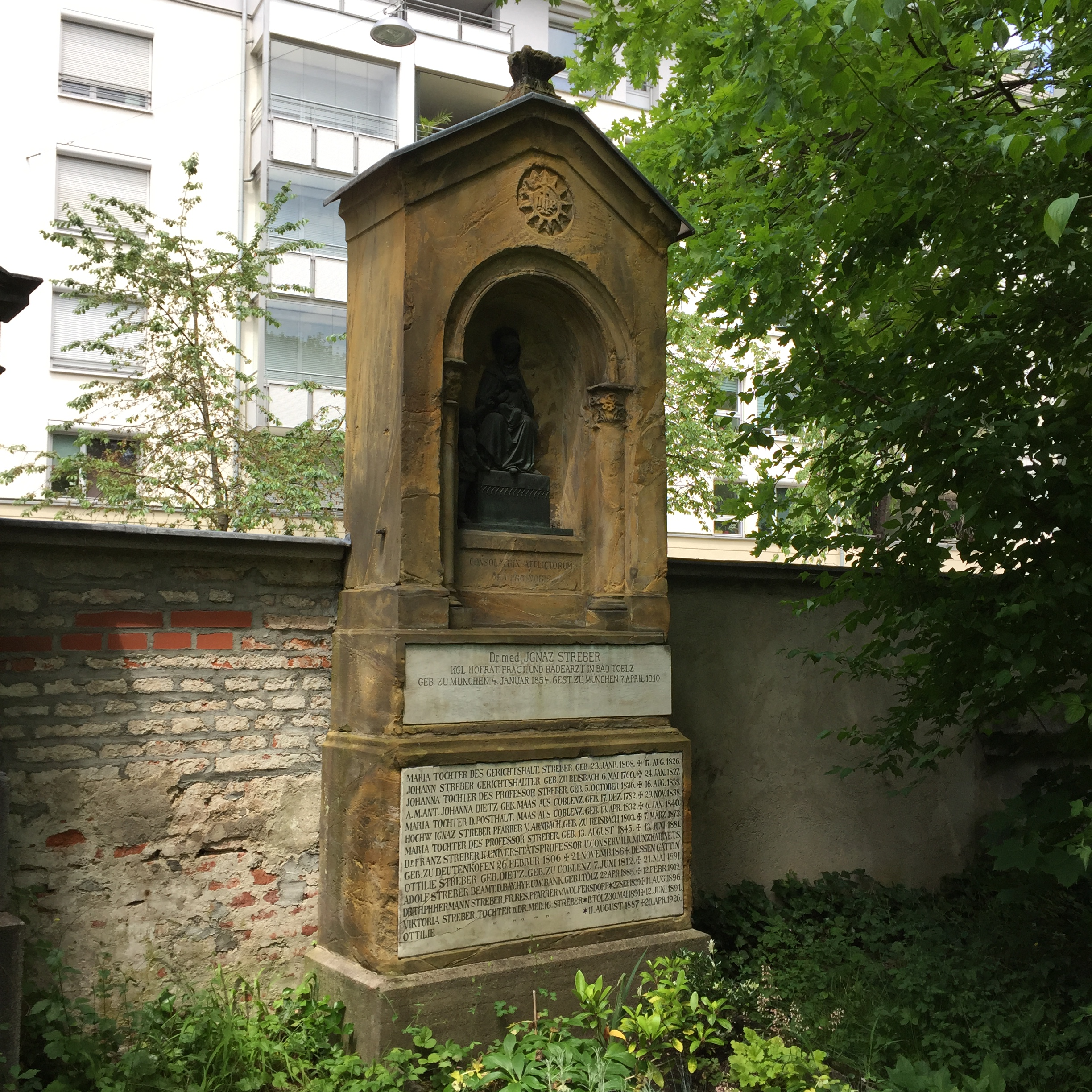
Grab von Franz Streber auf dem Alten Südlichen Friedhof in München

Die Grabstätte von Franz Streber befindet sich auf dem Alten Südlichen Friedhof in München (Mauer Rechts Platz 321/322 bei Gräberfeld 18) Standort. Der Weihbischof, Numismatiker und Leiter des Bayerischen Münzkabinetts Franz Ignaz von Streber (1758–1841) war ein Onkel von Franz Streber und liegt im gleichen Grab.